# 9回裏2アウト
『9回裏2アウト』（きゅうかいうらツーアウト）は、2007年7月14日からMBCで放送された韓国の連続テレビドラマ。脚本をヨ・ジナが書き、ハン・チョルスが演出した。主演をスエとイ・ジョンジンが務めた。全16話。
30歳代になった登場人物を中心とする恋愛喜劇。
日本ではKNTVなどで放送された。

## 登場人物

### 主要人物
ホン・ナニ
演 - スエ
出版社社員。
ピョン・ヒョンテ
演 - イ・ジョンジン
ナニとは大学の同期生。
キム・ジョンジュ
演 - イ・テソン
大学3年生。野球部で投手。ナニの年下の恋人。
ユン・ソンア
演 - ファン・ジヒョン
クラシック・ギター奏者。

### ナニの関連人物
イ・ジュンモ〈30歳〉
演 - イ・サンウ
高校生の時、ナニとつきあっていた。
キム・チュニ〈30歳〉
演 - チョ・ウンジ
ナニの高校生の時の同級生。
チョン・ミギョン〈30歳〉
演 - ソン・ジョンミン
ナニとヒョンテとは大学の同期生。
パク・サンフン
演 - チャン・ジュニ
ナニとヒョンテとは大学の同期生。

### ヒョンテの関連人物
ピョン・ジョンウ
演 - イ・ヒド
ヒョンテの父。
パク・ジソン〈24歳〉
演 - パク・ヘヨン
ヒョンテの同僚で恋人。

### 出版社関連の人物
チャン・チュジャ〈49歳〉
演 - ファン・ソッチョン
出版社社長。
イム・ナッピン〈38歳〉
演 - イ・ドゥイル
出版社部長。
シン・ジュヨン〈18歳〉
演 - イム・ユナ
ウェブ小説家。